# Centre d’Études Supérieures de la Renaissance
Das Centre d’Études Supérieures de la Renaissance (CESR) ist ein der Universität Tours angegliedertes Studienzentrum für die Erforschung der Renaissance.
Das Zentrum wurde 1956 als eine Forschungseinheit des CNRS an der geisteswissenschaftlichen Fakultät der Universität Tours auf Initiative von Gaston Berger und Pierre Mesnard gegründet. Es bietet auf die Literatur, Musik, Philosophie der Renaissance spezialisierte Studiengänge an. Das CESR verfügt über eine spezialisierte Forschungsbibliothek und publiziert mehrere Schriftenreihen. Ein Direktor ist Gérald Chaix.

## Schriften
- La Renaissance : des années 1470 aux années 1560 (Coédition CNED/SEDES), 2002